# Théophile-Alexandre Steinlen

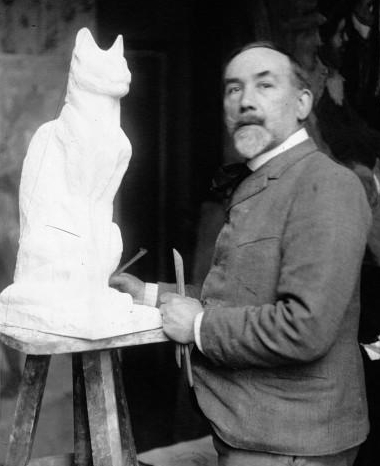
Théophile-Alexandre Steinlen (1913)

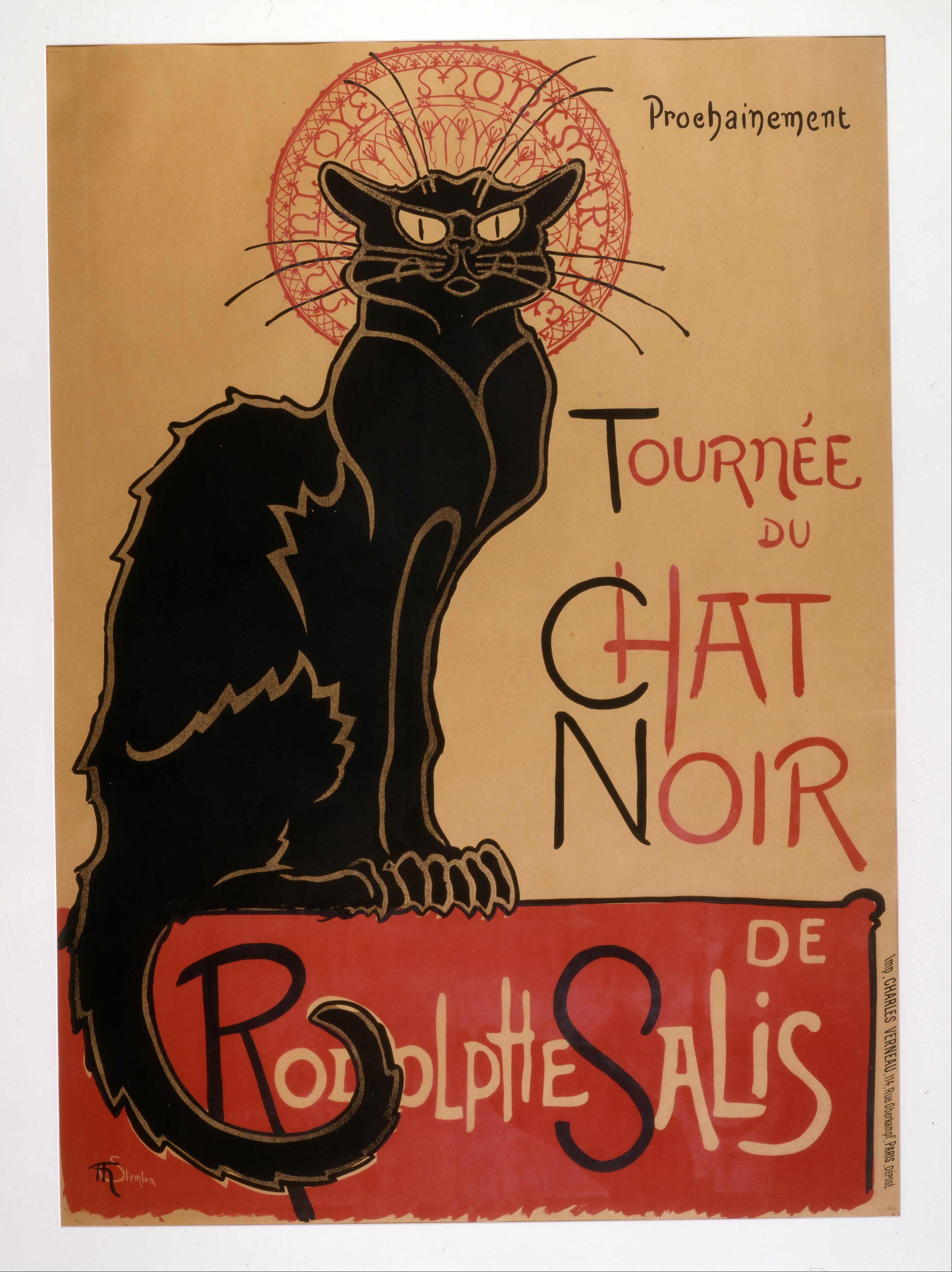
Steinlen: Le Chat noir, Plakat für das Kabarett am Montmartre, 1896

Théophile-Alexandre Steinlen (* 10. November 1859 in Lausanne; † 14. Dezember 1923 in Paris) war ein französischer Maler, Zeichner, Grafiker und Illustrator schweizerischer Herkunft. Er wurde vor allem für seine Plakat-Entwürfe, insbesondere für das Kabarett Le Chat Noir im Stil der französischen Kunstrichtung Art Nouveau  bekannt.

## Leben
Steinlen kam im Jahr 1878 nach Paris und bestritt zunächst seinen Lebensunterhalt als technischer Zeichner. Fünf Jahre später ließ er sich am Montmartre nieder, lebte sich rasch in das dortige Künstlermilieu ein und schloss Bekanntschaft mit Adolphe Willette. Gemeinsam waren sie ab dem Jahr 1884 oft im Le Chat Noir anzutreffen, dem von Rodolphe Salis am Fuß des Montmartrehügels eröffneten Kabarett, wo sie Aristide Bruant begegneten. Steinlen war unter anderem auch mit Henri de Toulouse-Lautrec befreundet.
Er schuf die Plakate für das Kabarett, illustrierte die gleichnamige Zeitung Le Chat Noir und die Chansonsammlungen von Aristide Bruant. Er wirkte an diversen anderen humoristischen Zeitungen, unter anderem Gil Bas illustré, L’Assiette au beurre und Le Rire, gründete im Jahr 1911 mit Forain und Léandre das Blatt Les Humoristes und betätigte sich auch als Buchillustrator.
Seine Werke stellte er zuerst im Salon des Indépendants (1893) aus, später regelmäßig im Salon des Humoristes.
Théophile-Alexandre Steinlen starb 1923 in Paris und ruht auf dem Cimetière Saint-Vincent am Montmartre.

## Wahl der Motive
Als Gegner sozialer Ungerechtigkeit und voller Mitgefühl für die verarmten Randgruppen der Gesellschaft, an denen es am Montmartre nicht mangelte, fand Steinlen seine Motive bevorzugt im Alltagsleben, in Straßen- und Fabrikszenen, unter anderem auch in den Gipsbergwerken des Montmartre. Sie schildern das Leben der kleinen Leute und das Elend allerhand unglücklicher Geschöpfe: Bettler, erschöpfte Arbeiter, abgerissene Straßenkinder und Prostituierte. Doch scheinen diese Figuren ihr trauriges Dasein meistens eher mit Resignation hinzunehmen, als sich dagegen aufzulehnen. Darüber hinaus war Steinlen ein unermüdlicher Katzenmaler. Diese stellte er immer wieder dar und in allen Variationen: spielend, schlafend, fauchend ... Darüber hinaus widmete er sich der Aktmalerei.
Der Realismus seiner Zeichnungen scheint einige der Werke von Jean Peské beeinflusst zu haben.

## Techniken
Seine bevorzugten Ausdrucksmittel waren Zeichnungen und Kreidezeichnungen. Seltener schuf er Ölgemälde. Zu erwähnen sind ebenfalls seine Grafiken, besonders Lithografien, in denen er die schon genannten Motive aufgreift, manchmal auch einschneidendere Ereignisse, wie die Vorgänge in Belgien und Serbien während des Ersten Weltkrieges.
Darüber hinaus schuf er Plastiken, hauptsächlich von Katzen.

## Museum und Werksauswahl

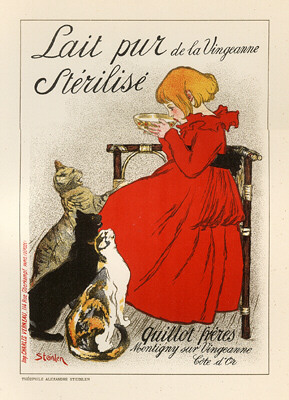
Steinlen: Werbeplakat für ein Milchprodukt, 1896–1900

Eine bemerkenswerte Sammlung von Steinlens Gemälden, Kohlezeichnungen, Federzeichnungen usw. besitzt das Musée Blanche Hoschedé-Monet in Vernon im Département Eure in der Normandie. Sie kam vor allem durch eine Stiftung der Witwe des belgischen Sammlers Yvon Lamberty, einem Freund Steinlens, im Jahr 1960 in den Besitz des Museums, aber auch durch weitere Stiftungen oder Spenden von Jehan Rictus, Francisque Poulbot und anderen Künstlern und Schriftstellern.
- Gemälde:
  - Chat sur un coussin
  - Couple d’amoureux
  - La détente
  - La belle rousse
  - L'assiette au beurre
- Zeichnungen und Pastellzeichnungen:
  - L’omnibus
  - Retraité allumant sa pipe
  - Anatole France
  - Jeune femme au buste découvert
  - Les bouquetières
  - Le violoniste
  - Personnages au turban bleu
  - Études de femmes debout
- Lithographien:
  - Les deux chats
  - Chat noir, lithographie en couleurs (1896)
  - Clinique Chéron, Farblithographie und Plakat (1905)
- Plakate:
  - Aristide Bruant
  - Yvette Guilbert
  - Compagnie Française des Chocolats et des Thés
  - Save Serbia
- Ebenfalls nennenswert:
  - Le 14-Juillet
  - L'Absinthe
  - Le Beau Soir
  - Dans la pluie et le vent
- Buchillustrationen:
  - Dans la rue, Chansonsammlung von Aristide Bruant,
  - Les Chansons de femmes von Paul Delmet,
  - Les Gaietés bourgeoises von Jules Moinaux, (Vater von Georges Courteline),
  - Les Soliloques du pauvre von Jehan-Rictus,
  - Barabbas von Lucien Descaves,
  - Les femmes d'amis von Georges Courteline.

## Galerie

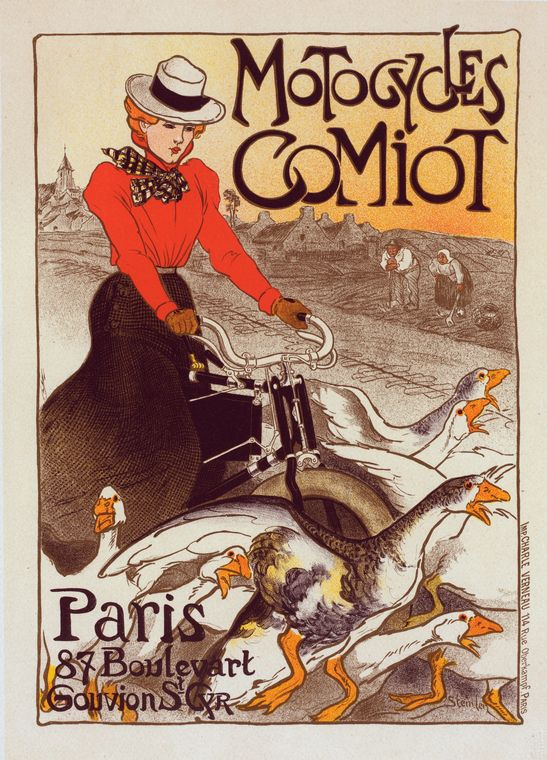
Motocycles Comiot
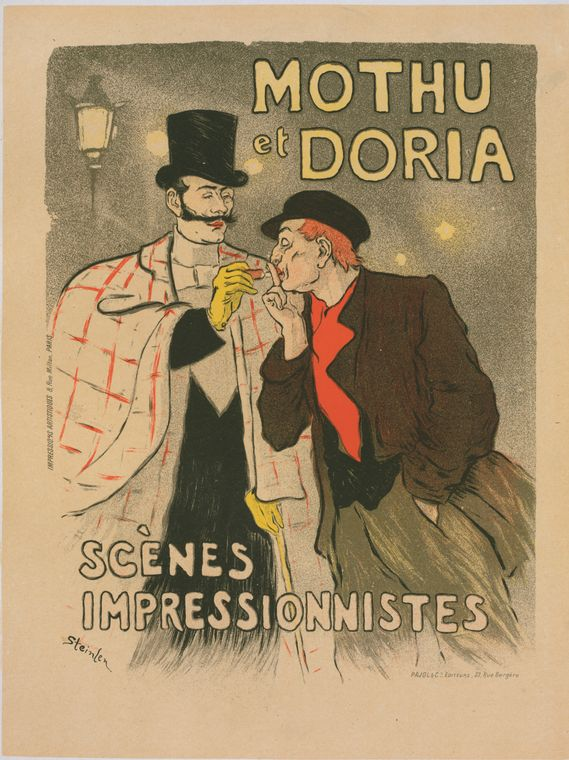
Mothu et Doria
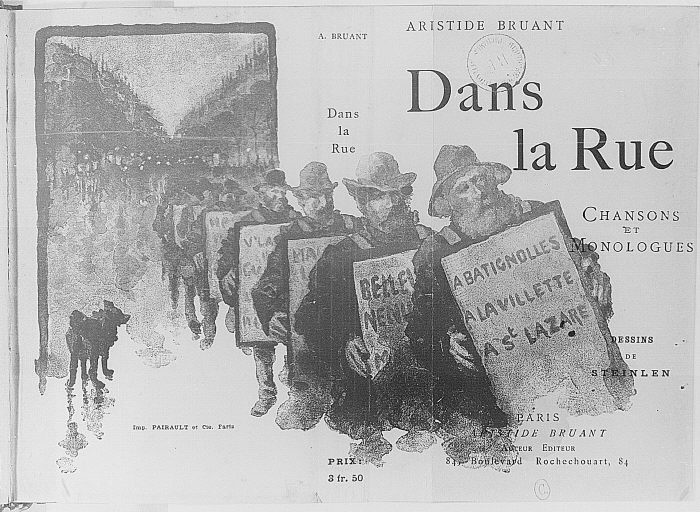
Aristide Bruant: Dans la rue
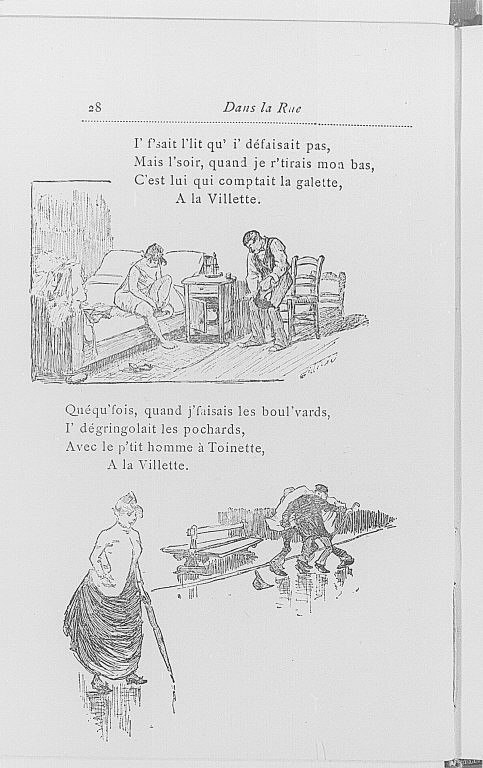
Aristide Bruant: À la Villette
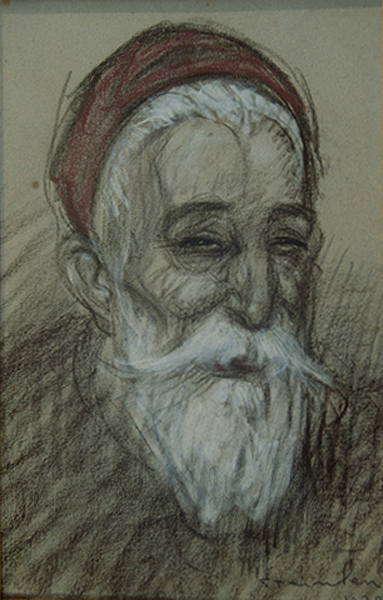
Anatole France
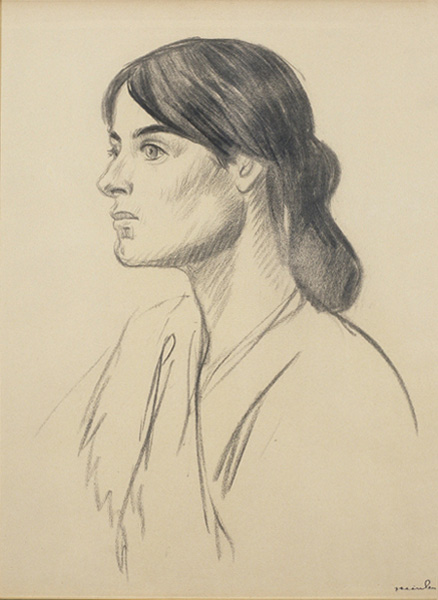
Suzanne Valadon
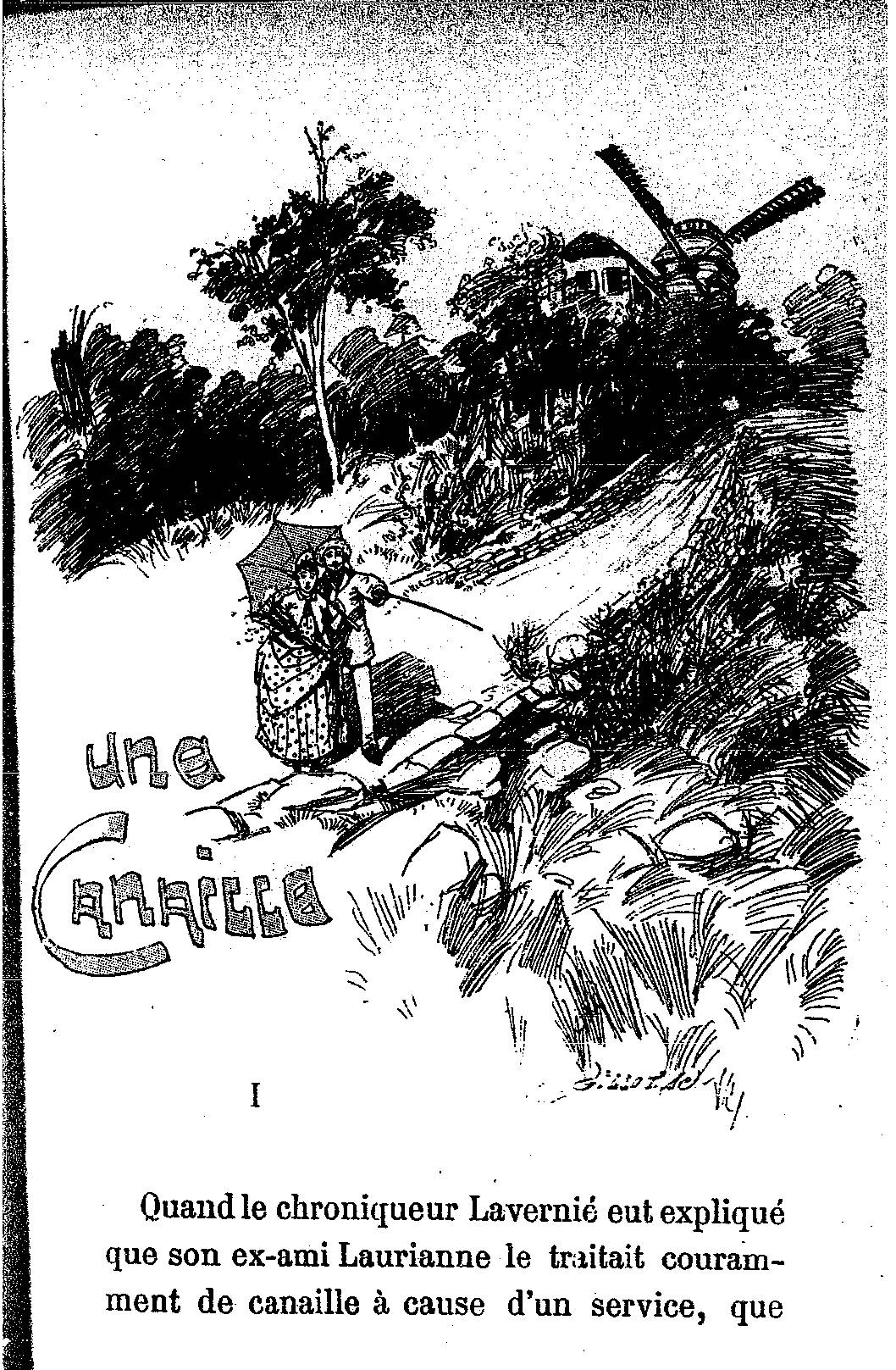
Georges Courteline: Une canaille
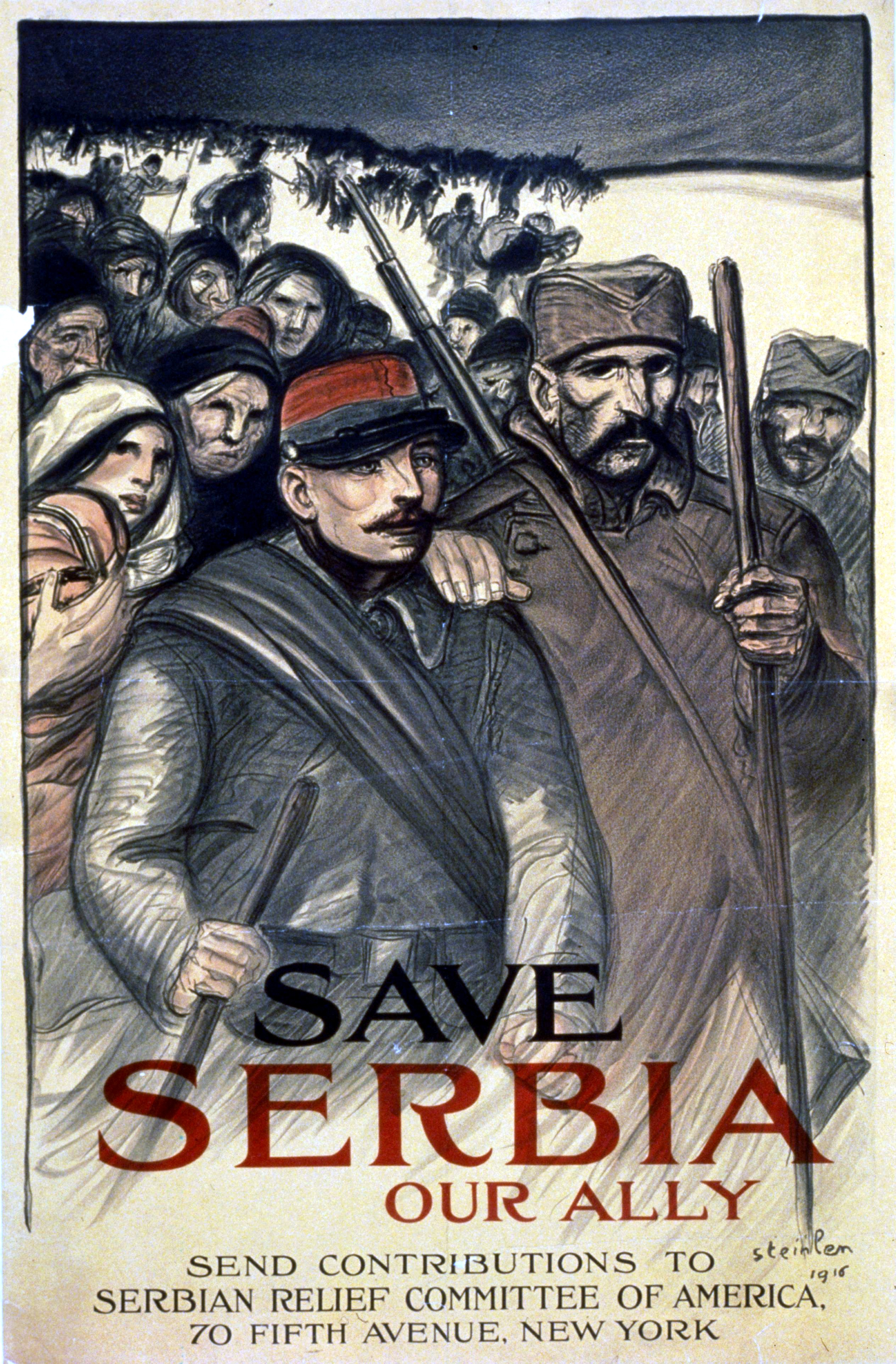
Save Serbia
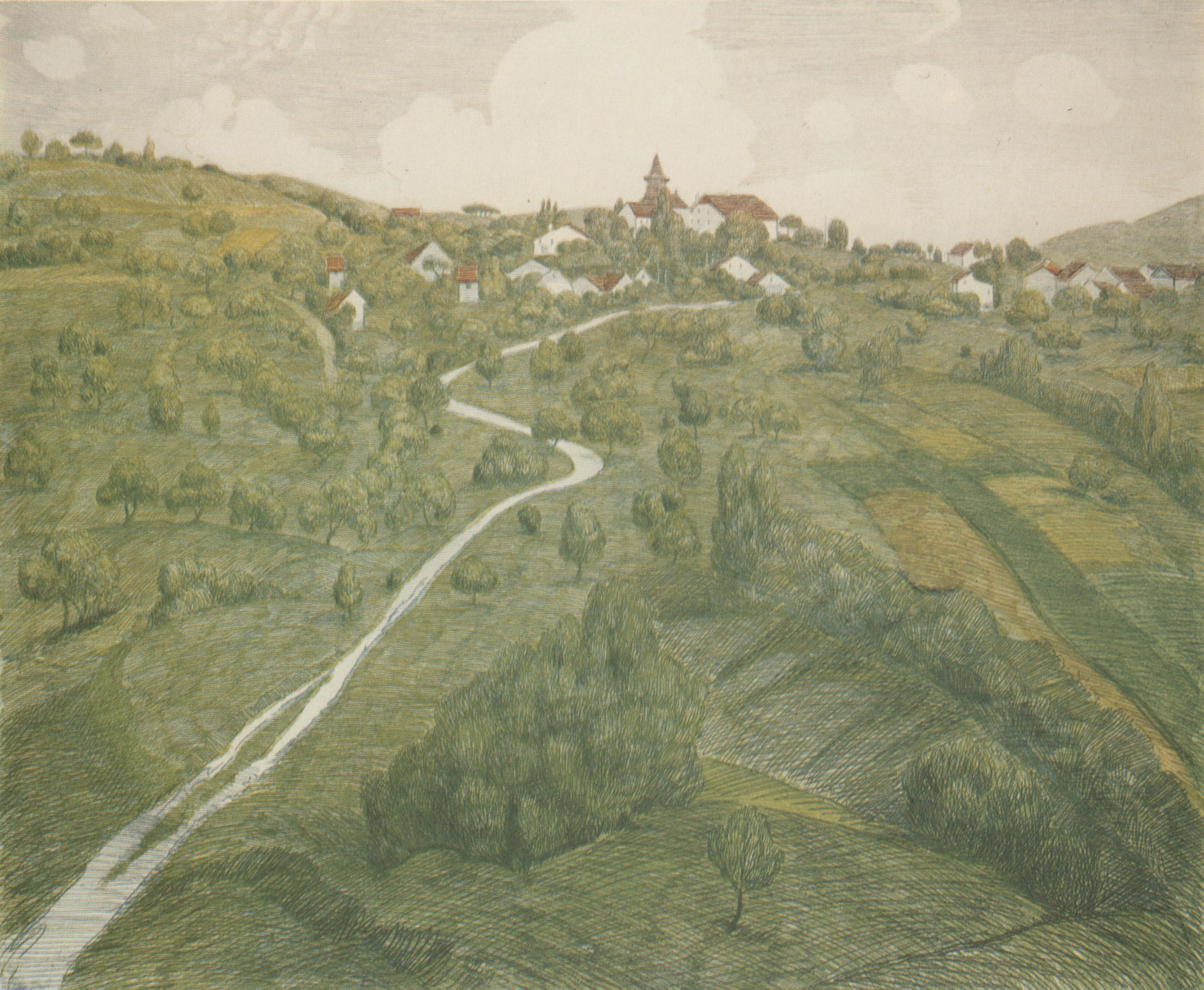
Belmont-sur-Lausanne